# Svingningstid
Svingningstiden, eller mere generelt perioden, er den tid det tager et svingende system at gennemføre en hel svingning.
Ordet svingningstid bruges nok oftest i forbindelse med tidslige sinusbølger mens ordet periode bruges mere generelt i forbindelse periodiske funktioner. 
Svingningstiden er 1/frekvensen.
For en sinusbølge vil svingningstiden være tiden mellem to toppe. 
En periodisk funktion er en funktion der gentager sig selv med en vis periode. Den matematiske definition er
{\displaystyle f(x)=f(x+X_{0})} for alle x,
hvor {\displaystyle X_{0}} er perioden. 
| Naturvidenskab | Spire Denne naturvidenskabsartikel er en spire som bør udbygges. Du er velkommen til at hjælpe Wikipedia ved at udvide den. |